# بحيرة سارورناغار

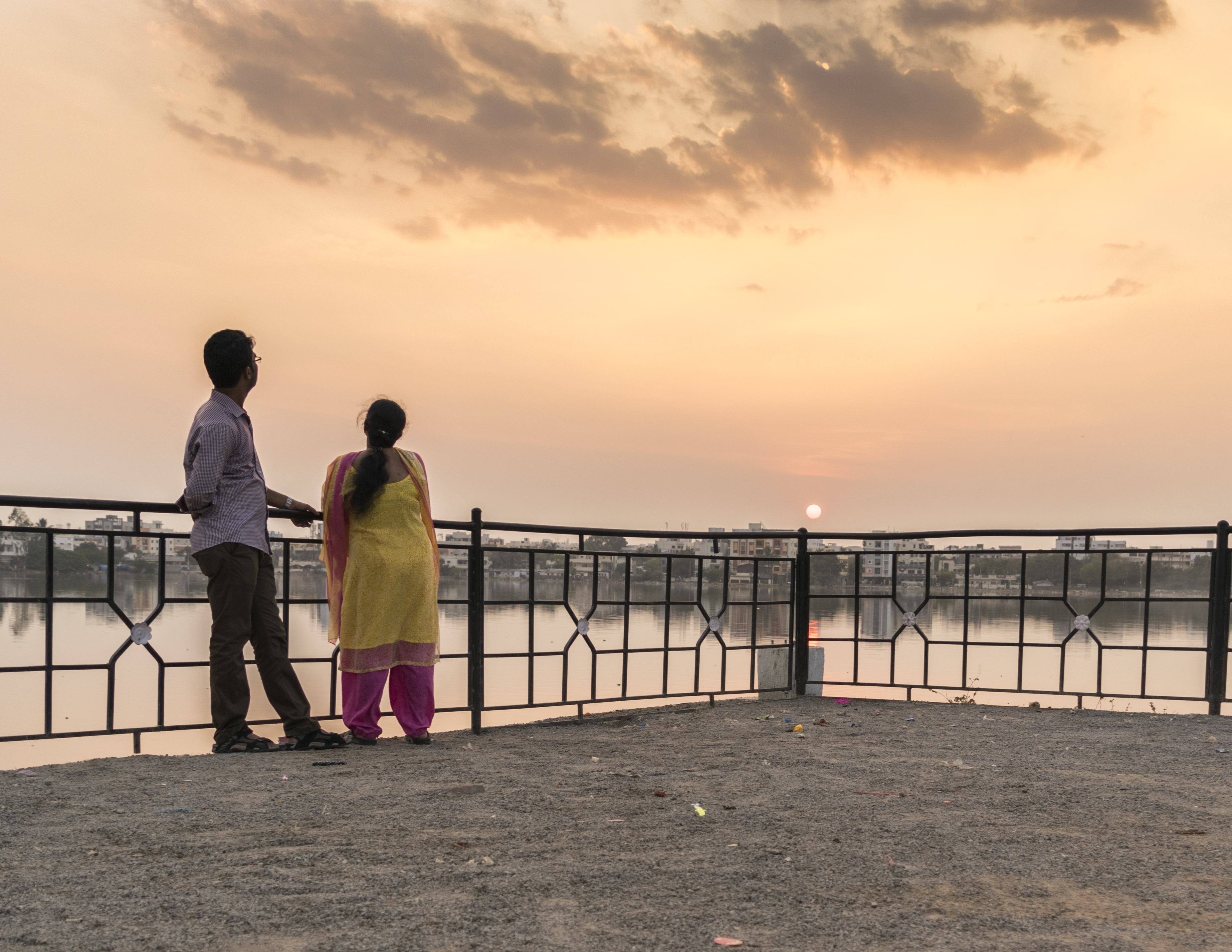
صورة لزوجان وقت الغروب في بحيرة سارورناغار

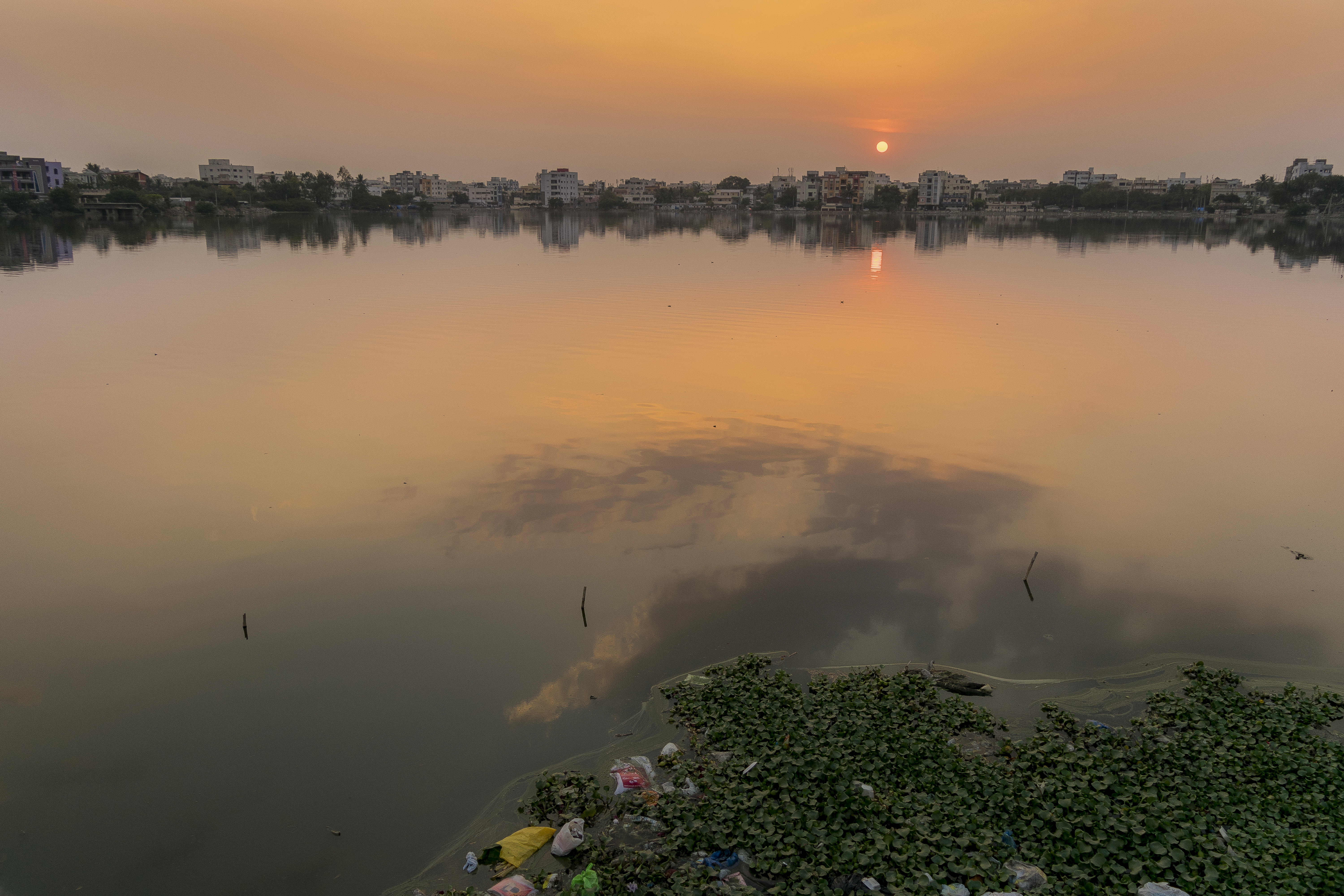
الغروب

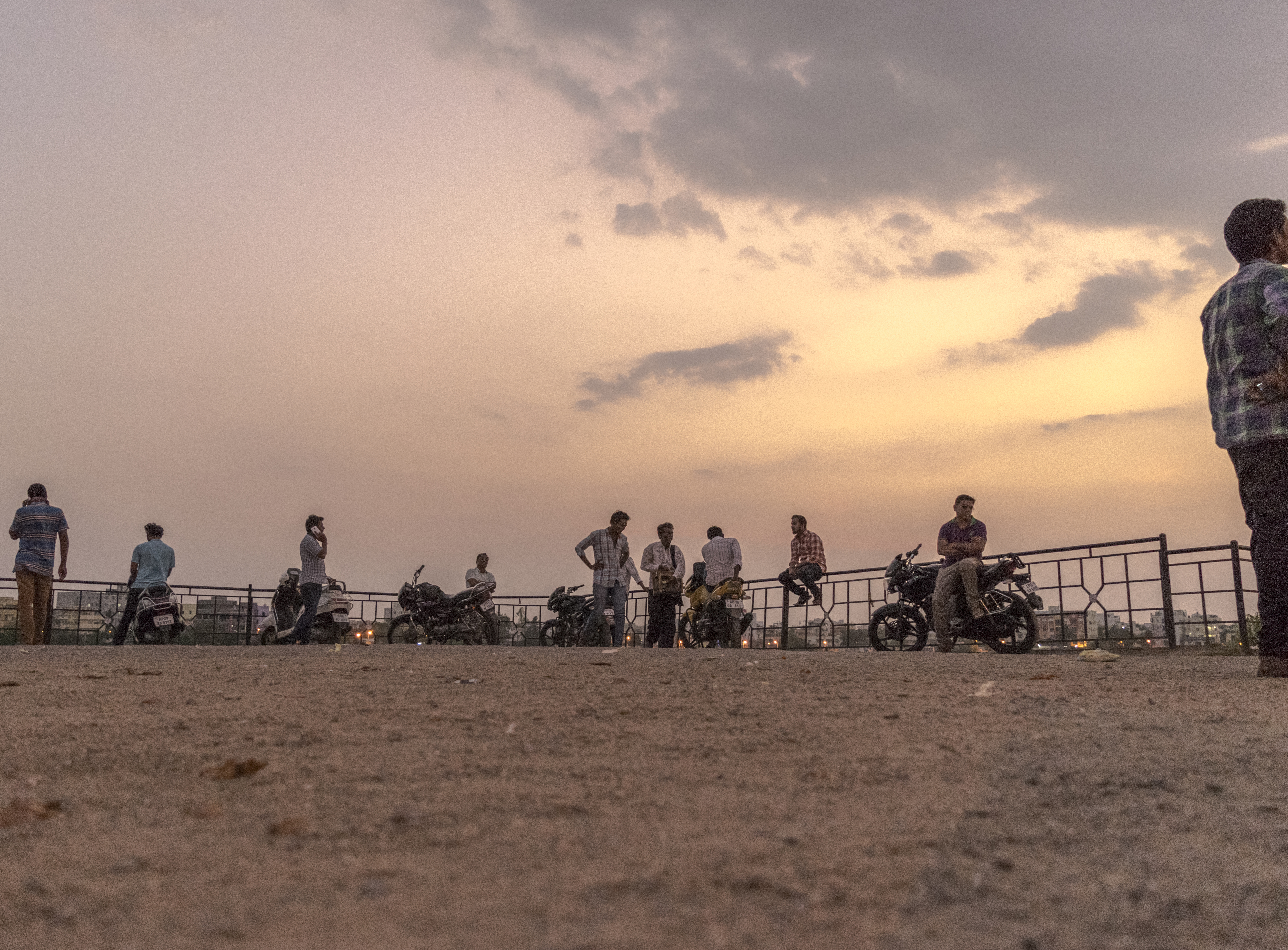
الناس في بحيرة سارورناغار

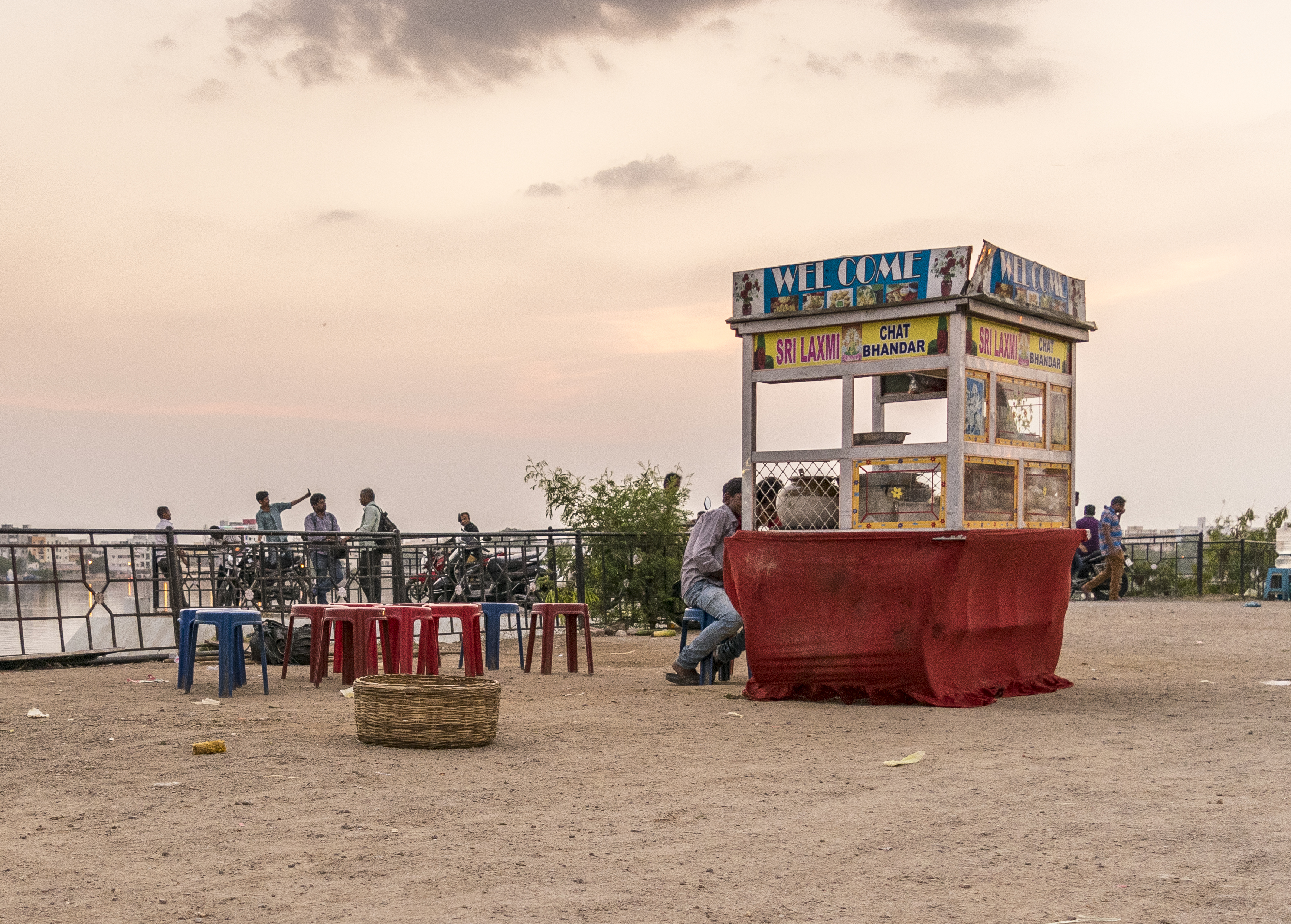
كشك في بحيرة سارورناغار

بحيرة سارورناغار هي بحيرة تقع في حيدر آباد، الهند. من وقت إنشائها في عام 1626 ظلت البحيرة نظيفة إلى حد كبير حتى عام 1956 عندما توسعت حيدر أباد. وتمتد البحيرة على مساحة 99 فدانا مايعادل (40 هكتارا)، وتم ترميم البحيرة من قبل هيئة التنمية الحضرية في حيدر أباد في الفترة بين 2003-2004 بتكلفة قدرها 200 مليون ين ياباني أي مايعادل 3.1 مليون دولار أمريكي. وبعد استعادة البحيرة بسنوات قليلة بدأت الطيور المهاجرة بالعودة إلى البحيرة وبأعداد كبيرة.

## تأريخها
في عام 1626، تم إنشاء البحيرة لأغراض الزراعة والشرب. تمتد البحيرة على مساحة تزيد عن 99 فدان (40 هكتار)، ويبلغ أقصى عمق فيها 6.1 متر (20 قدما).وهي تعتبر واحدة من أهم خمسة مسطحات مائية رئيسية في حيدر أباد.بعد عام 1956 عندما أصبحت حيدر أباد عاصمة ولاية أندرا براديش، شهدت المدينة نموا سكانيا غير مسبوق في جميع النواحي في التصنيع والزراعة وباستخدام سماد الاصطناعي ومبيد حشري. وحتما، دخلت مياه المجاري المنزلية غير المعالجة والنفايات الصلبة والنفايات السائلة الصناعية إلى منطقة مستجمعات المياه في هذه البحيرة. في عام 2003، أعلن وزير السياحة في ولاية أندرا براديش أن البحيرة والمناطق المحيطة بها سيتم تطويرها بتكلفة 200 مليون (3.1 مليون دولار أمريكي).وكجزء من هذه المبادرة، كان من المقرر تركيب محطتين معالجة الصرف الصحي، تبلغ قدرتهما على معالجة 250 مليون لتر من مياه الصرف الصحي يوميا.وبالإضافة إلى ذلك المرافق التي تركز على السياحة مثل مرافق القوارب في البحيرة، وحديقة للأطفال والمطاعم.وأعلن الوزير أيضا أنه سيتم وقف جميع أنشطة البناء بجانب البحيرة. وبعد فترة وجيزة، تولت الهيئة المدنية لمدينة حيدر اباد للتنمية الحضرية مهمة تنظيف البحيرة. وبعد أربع سنوات من تركيب محطة معالجة مياه الصرف الصحي، أفاد المسؤولون بأن 95٪ من مياه الصرف الصحي تمت معالجتها.ومع تحسن ظروف المياه الجوفية، عادت الطيور المهاجرة إلى البحيرة وبأعداد كبيرة.في عام 2007، تم تطوير 5 فدان (2.0 هكتار)وتحويلها إلى منتزه بجانب البحيرة وبتكلفة 15 مليون (230,000 $). وتضم الحديقة منحوتات ومناظر طبيعية ومرافق للقوارب ومركز للتعليم البيئي.
بعد ترميم البحيرة، اتخذت الوكالات المدنية الخطوات اللازمة لعدم تلوث البحيرة مرة أخرى بسبب الغمر السنوي من مهرجان غانيش تشاتورثي. وبالإضافة إلى ذلك اتخذت خطوات جدية للحد من البناء غير المصرح به بالقرب من البحيرة. ومع ذلك وبحلول عام 2009، توقفت وحدة الترشيح لمحطة معالجة مياه الصرف الصحي عن العمل بشكل كامل ونتيجة لذلك أصبحت البحيرة ملوثة بالنفايات المنزلية.